# EA Sports FC 24
EA Sports FC 24  — відеогра-симулятор на футбольну тематику, розроблений EA Vancouver і EA Romania та опублікована EA Sports . Це перша частина серії EA Sports FC, яка прийшла на зміну серії відеоігор FIFA після того, як Electronic Arts і FIFA завершили співпрацю з FIFA 23 . EA Sports FC 24 — це 31-ша частина футбольних симуляторів EA Sports, яка була випущена 29 вересня 2023 року для Nintendo Switch, PlayStation 4, PlayStation 5, Windows, Xbox One і Xbox Series X/ S.

## Обкладинка
На обкладинці стандартного видання гри зображений нападник Манчестер Сіті Ерлінг Хааланд . На обкладинці Ultimate Edition гри зображено 31 відомого теперішнього та колишнього гравця з усього світу  у стилі, схожому на обкладинку альбому Sgt. Pepper's Lonely Hearts Club Band .  Серед відомих постатей Сем Керр, Вірджил ван Дейк, Сон Хен Мін, Зінедін Зідан, Пеле та Девід Бекхем . 

## Особливості

### HyperMotion V
Технологію HyperMotion вперше було представлено у FIFA 22 , коли EA рекламувала технологію HyperMotion V, використану в EA Sports FC 24, як «найбільший крок вперед». При розробці технології були використані дані з 180 матчів за участю переважно англійських та іспанських професійних чоловічих та жіночих команд. 
Дані про матчі були зібрані з "камер навколо стадіонів", що означає, що ігрові фігури будуть рухатися так само, як їхні реальні аналоги, а також використані для тренування власних алгоритмів машинного навчання EA Sports FC. Машинне навчання використовувало ці дані, щоб дізнатися, наскільки реалістичними є футбольні рухи, і як їх відтворити в інших фігурах. Камери фіксували всіх гравців на полі одночасно, надаючи додаткову інформацію про рух команди під час гри, а також про фізику м'яча. Окрім камер, EA використовувала дані, записані рукавичками StretchSense, які носили гравці, щоб записати дані про те, як рухалися руки під час гри, тренуючи на цьому штучний інтелект гри. 
EA також покращила функцію AcceleRATE до AcceleRATE 2.0 за допомогою HyperMotion V. Раніше фігури оцінювалися за одним із трьох архетипів прискорення, які впливали на їх рух під час бігу; AcceleRATE 2.0 використовує сім архетипів, хоча вони все ще призначаються автоматично на основі фізичних особливостей, а не даних гравця (швидкість фігури визначається статистикою гравця).

### PlayStyles
Ще одним добре розрекламованим доповненням до EA Sports FC 24 став PlayStyles, функція фігурок футболістів у грі, які краще представляють унікальний стиль справжніх футболістів. Дані, які використовуються для створення та призначення PlayStyles, були «оптимізовані Opta Sports». Розширення цієї функції, PlayStyles+, є додатковою вдосконаленою версією PlayStyles, яка приписується елітним гравцям.
EA використала дані Opta Sports для створення 34 ігрових стилів у 6 категоріях, які представляють різні ролі в команді: забивання голів, паси, контроль м'яча, захист, фізична підготовка та воротарська гра (остання була обмежена режимами "Бути воротарем" у "Кар'єрі гравця" та "Клубах"). 
У попередніх іграх гравці могли використовувати модифікатори, щоб дозволити фігуркам футболістів грати на різних позиціях. З появою PlayStyles, що включає альтернативні реалістичні позиції футболістів, а також оновлену систему хімії, можливість модифікації була видалено.

### Ultimate Team
Раніше гра мала назву "FIFA Ultimate Team", але приставку FIFA було відкинуто у зв'язку з ребрендингом серії ігор. Новинкою для Ultimate Team в EA Sports FC 24 стало додавання Evolutions - режиму, який дозволяє геймерам покращувати певні картки гравців для використання в Ultimate Team, підвищуючи статистику і створюючи нові стилі гри. Жінки-футболістки вперше були включені до Ultimate Team, і гравці могли використовувати як чоловіків, так і жінок в одній команді: у списку випуску були Алексія Путеллас, Ерлінг Хааланд, Кевін Де Брюйне та Кіліан Мбаппе, які розділили найвищий загальний рейтинг – 91. 

### Клуби та VOLTA Футбол
Режими "Клуби" та "VOLTA Футбол" залишилися майже незмінними, з оновленою графікою та більшою кількістю ігрових опцій. EA Sports FC 24 також представила крос-платформну гру в режимах для користувачів консолей одного покоління, таким чином розширивши крос-гру на всі багатокористувацькі режими гри.

## Продажі
За перший тиждень EA Sports FC 24 купили 11,3 мільйона гравців.  Це була найбільш продавана відеогра для фізичних копій у Великій Британії протягом двох тижнів після її релізу. 

## Нагороди та номінації
| рік  | Церемонія                                | Категорія              | Результат | Ref.   |
| ---- | ---------------------------------------- | ---------------------- | --------- | ------ |
| 2023 | The Game Awards 2023                     | Найкраща спортивна гра | Номінація | [ 14 ] |
| 2024 | 27-а щорічна церемонія нагородження DICE | Спортивна гра року     | Номінація | [ 15 ] |